# Sơn Cương
Sơn Cương là một xã thuộc huyện Thanh Ba, tỉnh Phú Thọ, Việt Nam.
Xã có diện tích 6,03 km², dân số năm 1999 là 3.693 người, mật độ dân số đạt 612 người/km².

## Đền Phú Động
Đền Phú Động, là di tích lịch sử văn hóa lâu đời, là di tích chung của 2 xã Sơn Cương, huyện Thanh Ba và xã Phú Khê, huyện Cẩm Khê.
Thần tích đền xã Phú Động, tổng Hoàng Cương, huyện Thanh Ba, tỉnh Phú Thọ lưu giữu ở Viện Hán nôm Việt Nam nêu rõ về sự tích Bạch Quốc hiệu Bạch Thạch Quốc Đô Đại Vương, tướng dưới thời Đinh Tiên Hoàng, là người làng Phú Động có công theo giúp Đinh Bộ Lĩnh đánh dẹp sứ quân Kiều Thuận.